# Socha svatého Jana Nepomuckého (Sychrov)
Socha svatého Jana Nepomuckého v Sychrově v okrese Mladá Boleslav je pozdně barokní sochařské dílo z roku 1782 připisované Martinu Ignáci Jelínkovi (*1728). Stojí v severovýchodní části vesnice ve svahu pod kaplí Panny Marie. Od roku 1958 je chráněna jako kulturní památka.

## Historie
Dílo je datováno do roku 1782 dle rytého nápisu na zadní straně dříku podstavce. Autorství je připisováno Martinu Jelínkovi ml. z kosmonoské sochařské rodiny Jelínků. V roce 1897 proběhla rekonstrukce sochy.

## Popis
Samotná socha z jemnozrnného pískovce o výšce 1,7 m spočívá na trojdílném (2,1 m vysokém) stylobatu rozděleném na patku, dřík a volutově zaklenutou hlavici. Na rozích římsové hlavice se nacházela dvojice klečících andílků s pochodní a mučednickou palmou a nápis se jmény dárců, které se nedochovaly. Na hranolovém dříku podstavce jsou ze tří stran reliéfy P. Marie (Bolestné) nebo Máří Magdalény, sv. Vojtěcha a sv. Františka Xaverského. Na čelní straně patky podstavce nápis: Obnoveno 1897.
Socha J. Nepomuckého v kanovnickém rouchu (klerika, rocheta, mozzeta) je prohnuta v důsledku výrazného kontrapostu. V levé ruce drží biret, v pravé zdvihá kovový kříž. Reliéfy i socha (zejména v záhybech šatu) nesly stopy polychromie.

## Galerie

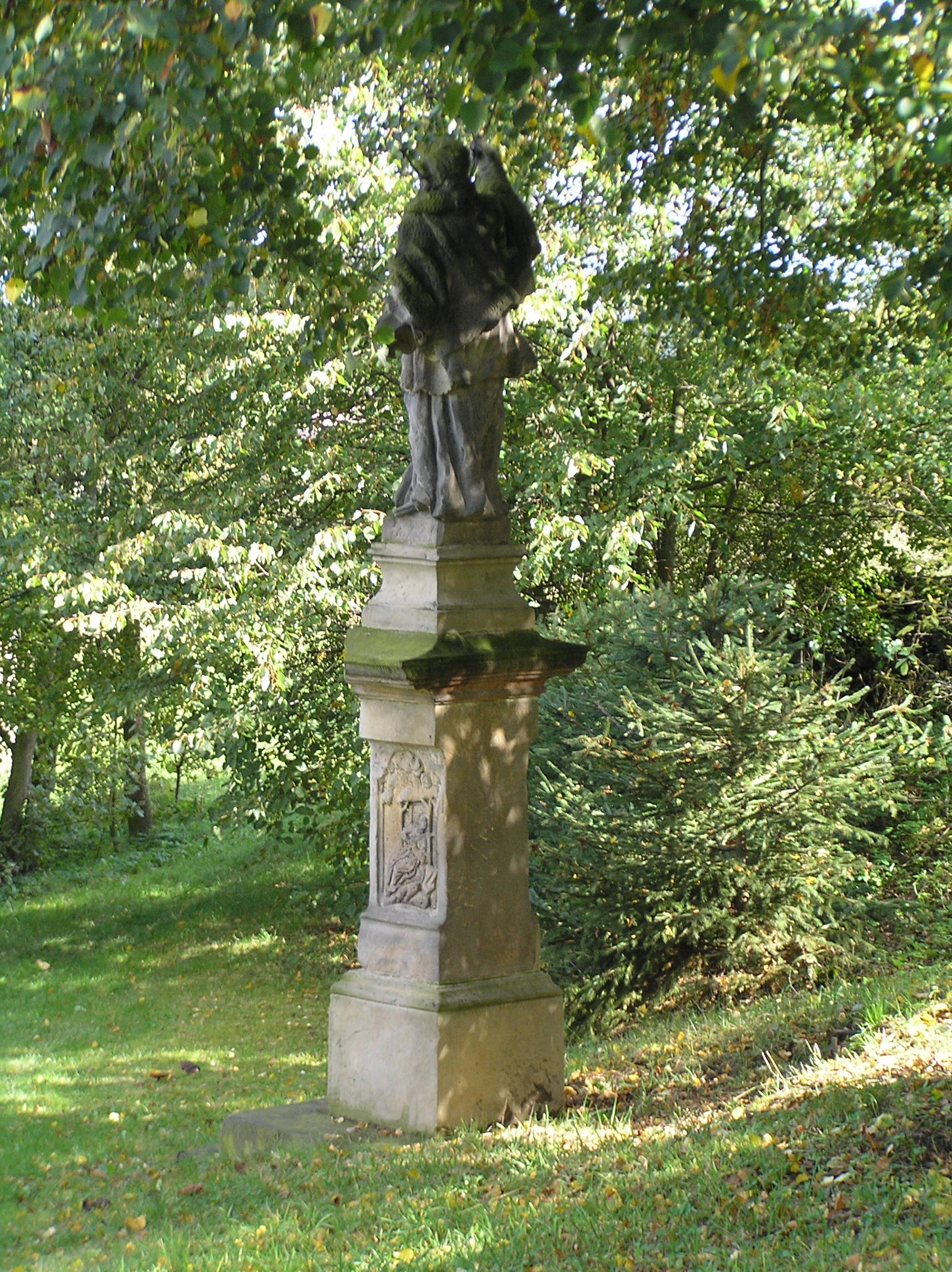
Zadní strana sochy
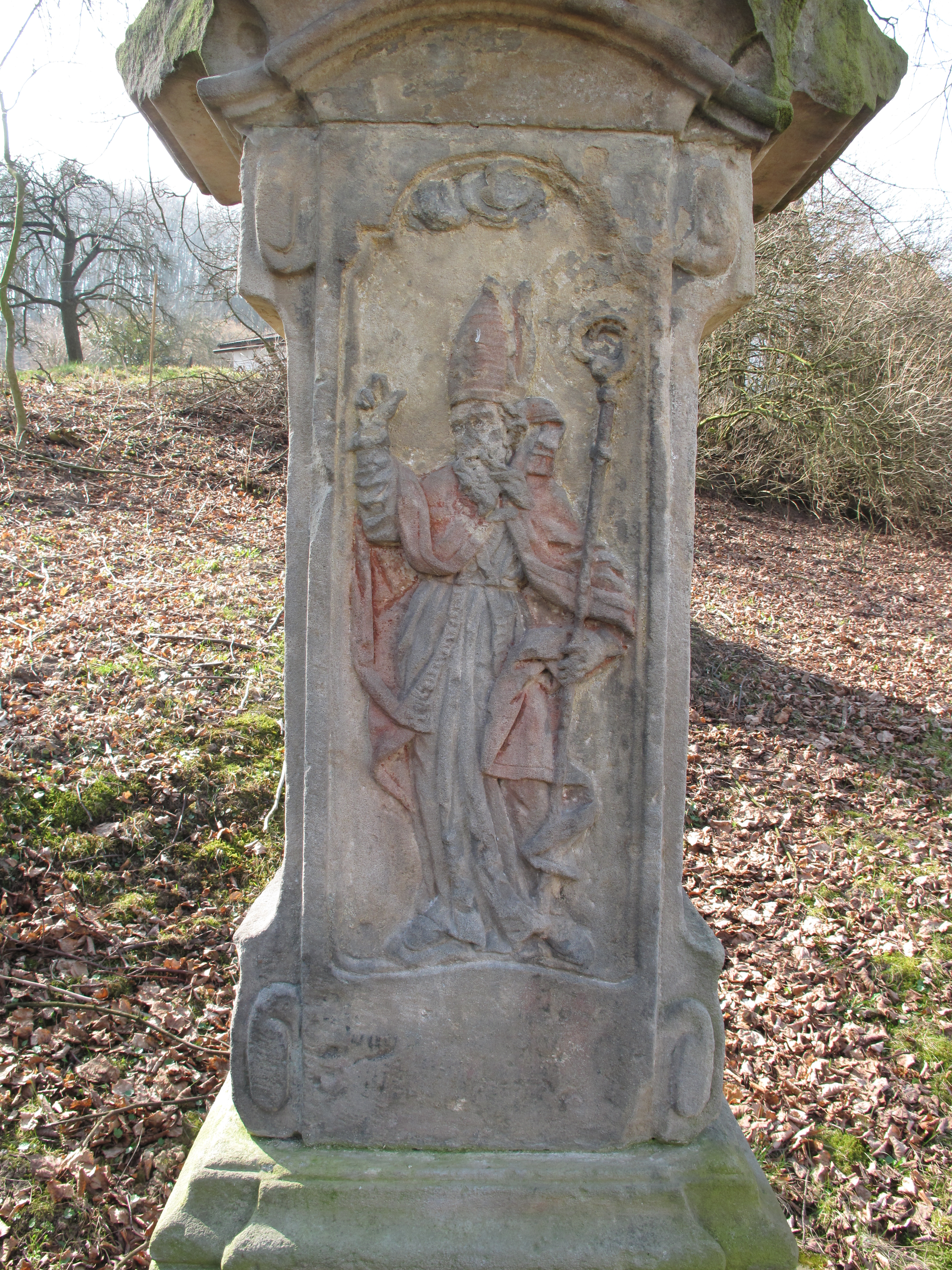
Reliéf sv. Vojtěcha na čelní straně
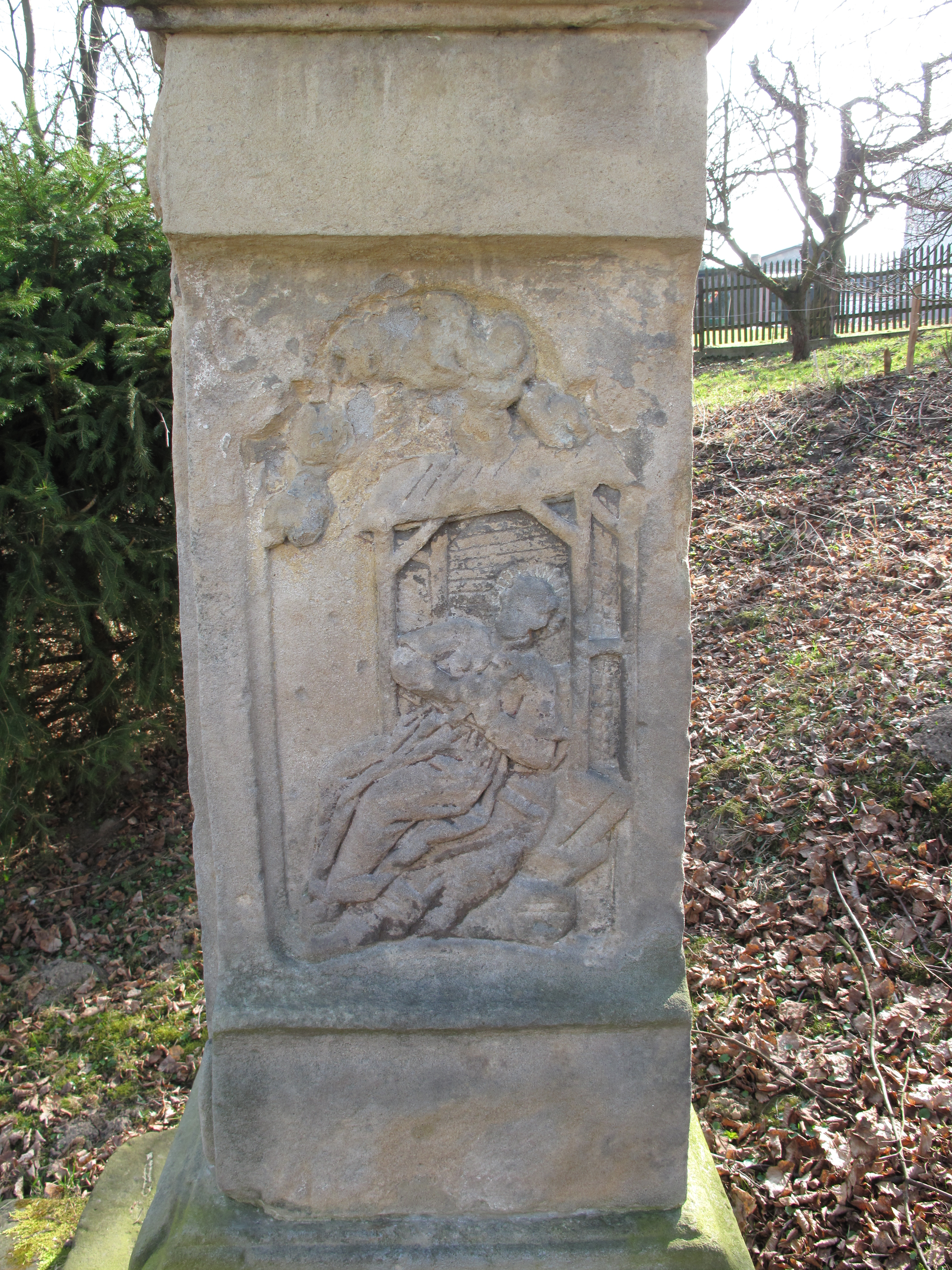
Reliéf sv. Františka Xaverského
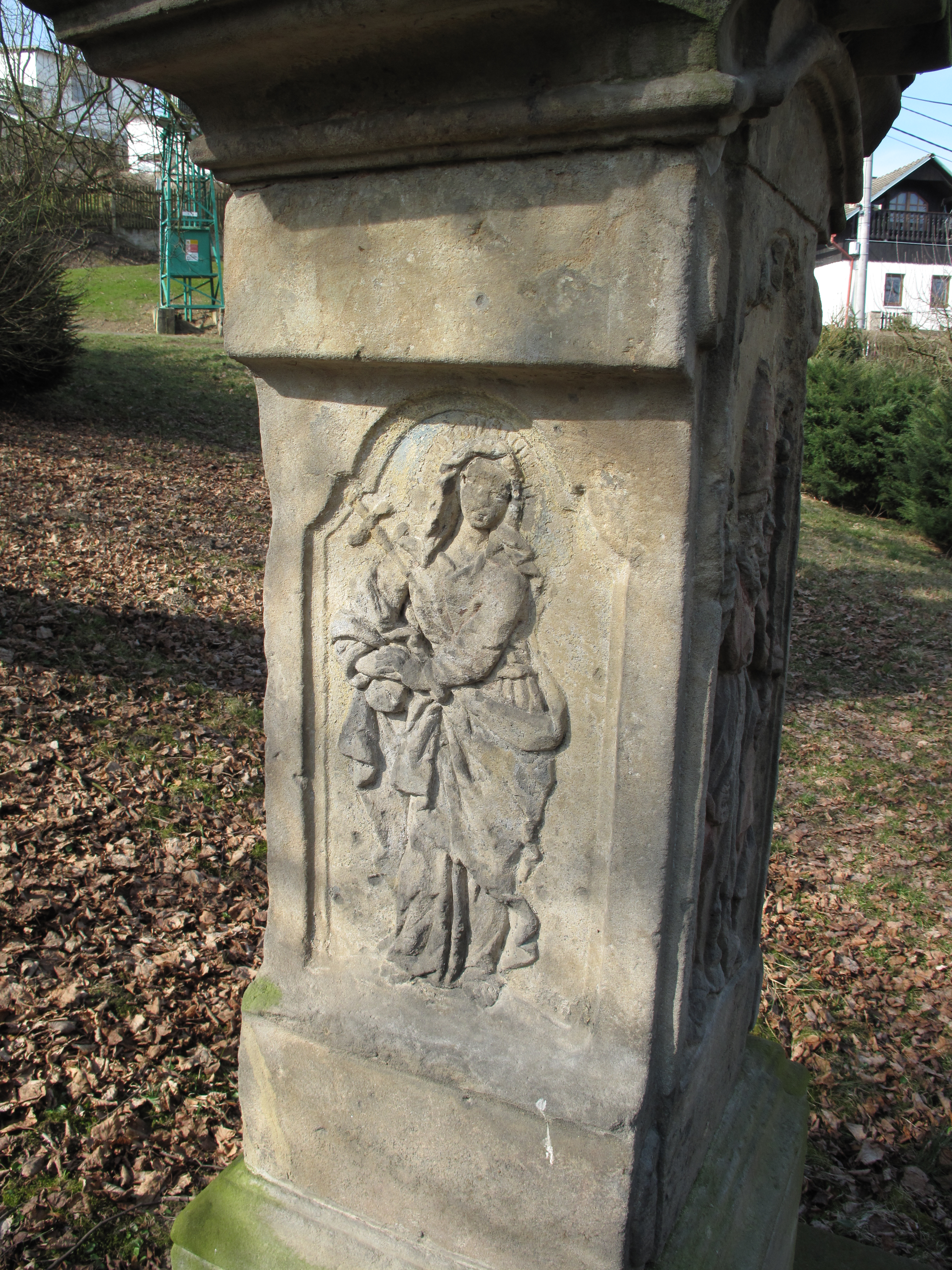
Reliéf Panny Marie / Máří Magdaleny